# Kleines Aletschhorn
Kleines Aletschhorn är en bergstopp i Schweiz.   Den ligger i distriktet Brig och kantonen Valais, i den centrala delen av landet. Toppen på Kleines Aletschhorn är 3 755 meter över havet.
Terrängen runt Kleines Aletschhorn är huvudsakligen bergig. Den högsta punkten i närheten är Aletschhorn, 4 195 meter över havet, 1,3 km öster om Kleines Aletschhorn.
Trakten runt Kleines Aletschhorn är permanent täckt av is och snö.